# Südliche Tauberplatten
Als Südliche Tauberplatten wird ein Teil des Naturraums Tauberland in Baden-Württemberg bezeichnet, dessen Gebiet sich zwischen einem Abschnitt des namengebenden Taubertals sowie des Vorbachtals befindet. Die Südlichen Tauberplatten weisen als naturräumliche Einheit Nr. 129.1 der Haupteinheitengruppe Neckar- und Tauber-Gäuplatten keine weitere Untergliederungseinheit in zweiter Nachkommastelle auf.

## Naturräumliche Gliederung
Die Südlichen Tauberplatten sind folgender Teil des Naturraums Tauberland der Haupteinheitengruppe Neckar- und Tauber-Gäuplatten:
- (zu 12 Neckar- und Tauber-Gäuplatten)
  - 129 Tauberland
    - 129.0 Umpfer-Wachbach-Riedel
      - 129.01 Königheimer Tal

    - 129.1 Südliche Tauberplatten
    - 129.2 Freudenbacher Platte
    - 129.3 Taubergrund
      - 129.30 Mittleres Taubertal
      - 129.31 Vorbachtal
      - 129.32 Wittigbachtal
      - 129.33 Taubertal bei Bieberehren

    - 129.4 Tauberberg
      - 129.40 Unterbalbach-Röttinger Riedel
      - 129.41 Messelhäuser Hochfläche
      - 129.42 Großrinderfelder Fläche
      - 129.43 Werbach-Böttigheimer Tal